# 펩 과르디올라
펩 과르디올라(카탈루냐어: Pep Guardiola, 카탈루냐어 발음: [ˈpɛb ɡwəɾðiˈɔlə];)로 잘 알려진 주제프 과르디올라 이 살라(카탈루냐어: Josep Guardiola i Sala, 카탈루냐어 발음: [ʒuˈzɛp ɡwəɾðiˈɔɫə]; 1971년 1월 18일~)는 스페인의 축구 선수 출신 축구 감독이다. 현재 프리미어리그의 맨체스터 시티를 감독하고 있으며 유럽 남성 축구에서 콘티넨털 트레블을 2회 달성한 최초이자 유일한 감독, UEFA 챔피언스리그에서 우승한 역대 최연소 감독, 라리가(16), 분데스리가(19), 프리미어리그(18) 최다 연승 기록 보유자이다.
선수 시절 수비형 미드필더로 활동했던 과르디올라는 선수 경력 대부분을 FC 바르셀로나에서 보내며 요한 크라위프의 "꿈의 선수단"의 일원으로 1992년 바르셀로나의 첫 유러피언컵 우승, 1991년부터 1994년까지 바르셀로나의 라리가 4연속 우승을 이끌었으며 1997년부터 2001년까지 바르셀로나의 주장을 역임했다. 바르셀로나를 떠난 이후 브레시아 칼초, AS 로마, 알아흘리 SC, 도라도 데 시날로아에서 활동했으며 구단들 외에 스페인 축구 국가대표팀과 카탈루냐 축구 국가대표팀에서 활동했다. 1994년 FIFA 월드컵, UEFA 유로 2000에 스페인 국가대표로 출전한 그는 스페인 국가대표팀에서 총 47경기를 뛰었고 카탈루냐 국가대표팀의 친선 경기에 카탈루냐 국가대표팀의 일원으로도 출전했다.
선수 생활을 마감한 후, 과르디올라는 바르셀로나 B의 감독으로 임명되며 축구 지도자 경력을 시작했다. 그는 바르셀로나 B를 감독하며 테르세라 디비시온에서 우승했으며, 2008년 프랑크 레이카르트의 후임으로 바르셀로나의 감독으로 임명되었다. 과르디올라는 바르셀로나의 2008-09 시즌에 바르셀로나의 라리가, 코파 델 레이, UEFA 챔피언스리그 우승을 이끌며 바르셀로나의 역사상 첫 번째 콘티넨털 트레블을 만들었다. 이후 그는 바르셀로나의 2010-11 시즌 라리가와 챔피언스리그 우승을 이끈 공로로 2011년 FIFA 올해의 남자 축구 감독에 선정되었다. 그는 바르셀로나에서 4년 동안 14개의 대회에서 우승했다.
2013년, 과르디올라는 바이에른 뮌헨의 감독으로 임명되었고 감독으로 재임한 3시즌 동안 분데스리가 우승을 놓치지 않았다. 그는 2016년 맨체스터 시티의 감독으로 임명되었고 프리미어리그 2017-18 시즌에 프리미어리그 역사상 처음으로 승점 100점을 획득하며 프리미어리그 우승을 감독 경력에 추가했다. 이후 과르디올라는 2018-19 시즌 맨체스터 시티의 도메스틱 트레블을 만들었고 2020-21 시즌 맨체스터 시티의 역사상 첫 번째 챔피언스리그 준우승을 만들었으며 2022-23 시즌 맨체스터 시티의 역사상 첫 번째 챔피언스리그 우승과 첫 번째 콘티넨털 트레블을 만들었다.

## 구단 경력

### FC 바르셀로나
1983년부터 1990년까지 FC 바르셀로나 유스팀에서 활동한 뒤 1990년 성인팀에 입단한 직후 FC 바르셀로나 리저브팀에서는 59경기 5골을 기록하며 1990-91 세군다 디비시온 B 우승에 기여했고 1군팀에서는 1990-91 시즌부터 2000-01 시즌까지 공식전 382경기 11골로 라리가 6회 우승 및 2회 준우승과 3번의 리그 4위 이상의 성적, 코파 델 레이 2회 우승 및 1회 준우승과 3번의 4강 진출, 1991-92년 UEFA 챔피언스리그 우승, 1992년 인터콘티넨털컵 준우승, 1993-94년 UEFA 챔피언스리그 준우승, 1995-96년 UEFA 유로파리그 4강, 1999-2000년 UEFA 챔피언스리그 4강, 2000-01년 UEFA 유로파리그 4강, UEFA 슈퍼컵 2회 우승, 스페인 슈퍼컵 4회 우승 및 4회 준우승 등의 굵직한 성과를 남겼다.

### 이탈리아 세리에 A
바르셀로나에서의 전성기를 뒤로 한 채 2001-02 시즌부터 2002-03 시즌까지 브레시아 칼초, AS 로마 등에서 활동했지만 바르셀로나 시절만큼의 모습을 보여주지 못했고 물론 스테로이드 양성 판정으로 4개월간 출전 정지를 받았다가 훗날 이 판정이 오진으로 판명났고 2007년 10월 23일에는 무혐의 처분을 받긴 했지만 이탈리아에서의 선수 생활은 그다지 순탄치 못했다.

### 알아흘리 SC
2002-03 시즌 이후 카타르 스타스 리그의 알아흘리 SC로 이적하며 데뷔 후 처음으로 아시아 무대를 밟았으며 두 시즌 동안 36경기 7골을 기록하며 2003-04 시즌 리그 4위의 성적을 앙

### 도라도 데 시날로아
2003-04 시즌을 마친 후 잉글랜드 프리미어리그 맨체스터 시티의 오퍼를 거절하고 멕시코 리가 MX의 도라도 데 시날로아에 입단한 후 6개월간 활동했음에도 불구하고 팀이 2부 리그로 강등되면서 결국 2006년 5월 16년간의 현역 생활을 마무리했다.

## 국가대표팀 경력

### 스페인 U-23
자국에서 열린 1992년 하계 올림픽에서 스페인 U-23 대표팀의 주장을 맡으며 스페인 축구 역사상 첫 하계 올림픽 금메달 획득에 기여했다.

### 스페인 A대표팀
스페인 축구 역사상 첫 하계 올림픽 금메달 획득에 기여한 후 같은 해 10월 14일 북아일랜드와의 1994년 FIFA 월드컵 유럽 지역 예선 3조 3차전에서 국제 A매치 데뷔전을 치른 후 라트비아와의 5차전에서 A매치 데뷔골을 신고하며 팀의 5-0 대승에 일조했으며 그 후 2001년 스페인 국가대표팀 유니폼을 반납할 때까지 A매치 통산 47경기 5골을 기록하며 1994년 FIFA 월드컵 8강, UEFA 유로 2000 8강 진출의 성적을 남겼다.

### 카탈루냐 대표팀
1995년부터 2005년까지 카탈루냐 대표팀에서 활동하는 동안 7번의 친선 경기에 출전했다.

## 지도자 경력

### FC 바르셀로나 B
선수 은퇴 후 2007년 6월 친정팀인 FC 바르셀로나 B팀의 사령탑으로 선임되며 본격적으로 지도자 커리어를 시작하여 2007-08 시즌 테르세라 디비시온 우승 및 세군다 디비시온 B 승격을 이끌었다.

### FC 바르셀로나
2007-08 시즌을 마친 후 바르셀로나 1군팀 감독으로 선임되어 2011-12 시즌까지 공식전 247경기 179승 47무 21패·승률 7할 2푼 4리의 놀라운 성적을 거두며 라리가 3연패 및 1회 준우승, 코파 델 레이 2회 우승 및 1회 준우승, 2번의 챔피언스리그 우승(2008-09, 2010-11), 2번의 챔피언스리그 4강 진출 (2009-10, 2011-12), FIFA 클럽 월드컵 2연패, 스페인 슈퍼컵 2연패, UEFA 슈퍼컵 2회 우승 등의 대업을 달성했다.

### 바이에른 뮌헨
2013-14 시즌을 앞두고 독일 분데스리가 최강팀인 바이에른 뮌헨의 감독으로 자리를 옮긴 뒤 2015-16 시즌까지 공식전 161경기 121승 21무 19패의 압도적인 전적을 바탕으로 리그 3연속 우승, DFB-포칼 2회 우승과 2014-15 시즌 4강 진출,  DFL-슈퍼컵 3연속 준우승, 3회 연속 챔피언스리그 4강 진출, 2013년 UEFA 슈퍼컵 우승, 2013년 FIFA 클럽 월드컵 우승 등을 이끌어내며 명장다운 지도력을 발휘했다.

### 맨체스터 시티
2016-17 시즌을 앞두고 잉글랜드 프리미어리그의 강호 맨체스터 시티의 감독으로 부임한 뒤 2022-23 시즌 현재까지 리그 5회 우승, 프리미어리그 2016-17 3위, 프리미어리그 2019-20 준우승, 잉글랜드 FA컵 2018-19 시즌 우승 및 4번의 4강 진출, EFL컵 4연속 우승, 2020-21년 UEFA 챔피언스리그 준우승, 2021-22년 UEFA 챔피언스리그 4강, FA 커뮤니티 실드 2회 우승 및 2회 준우승, 2022-23년 UEFA 챔피언스리그 우승 등의 화려한 성과를 이끌었으며 특히나 맨시티의 감독으로 보내고 있는 7시즌 가운데 5번의 리그 우승을 이끌며 맨시티를 프리미어리그 최강팀으로 만들어냈다.

## 경력 통계

### 감독 기록
2021년 5월 30일 기준
| 구단          | 취임            | 계약만료        | 기록 | 기록 | 기록 | 기록 | 기록  | 기록 | 기록  | 기록    |
| 구단          | 취임            | 계약만료        | 전   | 승   | 무   | 패   | 득    | 실   | 차    | 승률(%) |
| ------------- | --------------- | --------------- | ---- | ---- | ---- | ---- | ----- | ---- | ----- | ------- |
| 바르셀로나 B  | 2007년 6월 21일 | 2008년 6월 30일 | 38   | 25   | 8    | 5    | 70    | 41   | +29   | 065.79  |
| 바르셀로나    | 2008년 7월 1일  | 2012년 6월 30일 | 247  | 179  | 47   | 21   | 636   | 181  | +455  | 072.47  |
| 바이에른 뮌헨 | 2013년 6월 26일 | 2016년 6월 30일 | 161  | 121  | 21   | 19   | 396   | 111  | +285  | 075.16  |
| 맨체스터 시티 | 2016년 7월 1일  | -               | 294  | 215  | 36   | 43   | 713   | 240  | +473  | 073.13  |
| 합계          | 합계            | 합계            | 740  | 540  | 112  | 88   | 1,814 | 572  | +1242 | 72.97   |

## 수상

### 클럽 (선수)
FC 바르셀로나
- 라리가 : 우승 (1990-91, 1991-92, 1992-93, 1993-94, 1997-98, 1998-99), 준우승 (1997-98, 1999-2000), 3위 (1995-96), 4위 (1994-95, 2000-01)
- 코파 델 레이 : 우승 (1996-97, 1997-98), 준우승 (1995-96), 4강 (1992-93, 1999-2000, 2000-01)
- UEFA 챔피언스리그 : 우승 (1991-92), 준우승 (1993-94), 4강 (1999-2000)
- UEFA 유로파리그 : 4강 (1995-96, 2000-01)
- UEFA 슈퍼컵 : 우승 (1992, 1997)
- 인터콘티넨털컵 : 준우승 (1992)
- 스페인 슈퍼컵 : 우승 (1991, 1992, 1994, 1996), 준우승 (1993, 1997, 1998, 1999)

FC 바르셀로나 B
- 세군다 디비시온 B : 우승 (1990-91)

 알아흘리 SC
- 카타르 스타스 리그 : 4위 (2003-04)

### 국가대표팀 (선수)
스페인 U-23
- 하계 올림픽 : 금메달 (1992)

### 클럽 (지도자)
FC 바르셀로나
- 라리가 : 우승 (2008-09, 2009-10, 2010-11), 준우승 (2011-12)
- 코파 델 레이 : 우승 (2008-09, 2011-12), 준우승 (2010-11)
- UEFA 챔피언스리그 : 우승 (2008-09, 2010-11), 4강 (2009-10, 2011-12)
- FIFA 클럽 월드컵 : 우승 (2009, 2011)
- UEFA 슈퍼컵 : 우승 (2009, 2011)
- 스페인 슈퍼컵 : 우승 (2009, 2010, 2011)

FC 바르셀로나 B
- 테르세라 디비시온 : 우승 (2007-08)

 바이에른 뮌헨
- 독일 분데스리가 : 우승 (2013-14, 2014-15, 2015-16)
- DFB-포칼 : 우승 (2013-14, 2015-16), 4강 (2014-15)
- UEFA 챔피언스리그 : 4강 (2013-14, 2014-15, 2015-16)
- FIFA 클럽 월드컵 : 우승 (2013)
- UEFA 슈퍼컵 : 우승 (2013)
- DFL-슈퍼컵 : 준우승 (2013, 2014, 2015)

 맨체스터 시티
- 잉글랜드 프리미어리그 : 우승 (2017-18, 2018-19, 2020-21, 2021-22, 2022-23, 2023-24), 준우승 (2019-20), 3위 (2016-17)
- 잉글랜드 FA컵 : 우승 (2018-19, 2022-23), 4강 (2016-17, 2019-20, 2020-21, 2021-22)
- EFL컵 : 우승 (2017-18, 2018-19, 2019-20, 2020-21)
- UEFA 챔피언스리그 : 우승 (2022-23), 준우승 (2020-21), 4강 (2021-22)
- FA 커뮤니티 실드 : 우승 (2018, 2019, 2024), 준우승 (2021, 2022, 2023)

### 개인 (선수)
- 브라보상 : 1992
- UEFA 유로 2000 맨 오브 더 매치 : vs. 유고슬라비아 (조별리그)
- UEFA 유로 2000 베스트 팀

### 개인 (지도자)
- UEFA 올해의 팀 : 2009, 2011
- FIFA 올해의 남자 축구 감독 : 2011
- 유럽 축구 올해의 감독 : 2011
- 유럽 축구 시즌의 감독 : 2008-09
- 월드 사커 올해의 감독: 2009, 2011
- 옹즈도르 올해의 감독: 2009, 2011, 2012
- 라리가 올해의 감독 : 2009, 2010, 2011, 2012
- 프리미어리그 시즌의 감독 : 2017-18, 2018-19, 2020-21
- 프리미어리그 이달의 감독 11회
- 글로브 사커 어워드 올해의 감독: 2013
- 올해의 카탈루냐 인 : 2009
- Royal Order of Sports Merit: 2010
- LMA 명예의 전당: 2019
- 글로브사커 어워드 커리어 공로상 : 2013
- 월드사커 선정 역대 최고의 감독 5위 : 2013
- 프랑스풋볼 선정 역대 최고의 감독 5위 : 2019
- ESPN 선정 역대 최고의 감독 18위 : 2013
- 글로브사커 어워드 21세기 최고의 감독 : 2020

## 같이 보기
- 라리가 우승 감독 목록
- UEFA 챔피언스리그 우승 감독 목록